# Llorona Planitia
La Llorona Planitia è una struttura geologica della superficie di Venere.